# Нейрофизиология
Нейрофизиология — раздел физиологии, изучающий функции нервной системы, наряду с нейроморфологическими дисциплинами. Нейрофизиология — теоретическая основа неврологии. Она тесно связана с нейробиологией, психологией, неврологией, клинической нейрофизиологией, электрофизиологией, этологией, нейроанатомией и другими науками, занимающимися изучением мозга.

## Описание
Нейрофизиология является специальным разделом физиологии, изучающим деятельность нервной системы, возникла намного позже. Практически до второй половины XIX века нейрофизиология развивалась как экспериментальная наука, базирующаяся на изучении животных. Действительно, «низшие» проявления деятельности нервной системы одинаковы у животных и человека. К таким функциям нервной системы относится переход возбуждения с одной нервной клетки на другую (например, нервную, мышечную, железистую), простые рефлексы (например, сгибания или разгибания конечности), восприятие относительно простых световых, звуковых, тактильных и других раздражителей и многие другие. Только в конце XIX столетия ученые перешли к исследованию некоторых сложных функций дыхания, поддержания в организме постоянства состава крови, тканевой жидкости и некоторых других. При проведении всех этих исследований ученые не находили существенных различий в функционировании нервной системы как в целом, так и её частей у человека и животных, даже очень примитивных. Например, на заре современной экспериментальной физиологии излюбленным объектом была лягушка. Только с открытием новых методов исследования (в первую очередь электрических проявлений деятельности нервной системы) наступил новый этап в изучении функций головного мозга, когда стало возможным исследовать эти функции, не разрушая мозг, не вмешиваясь в его функционирование, и вместе с тем изучать высшие проявления его деятельности — восприятие сигналов, функции памяти, сознания и многие другие.
Нейрофизиология как наука, изучающая функции нервной системы и её структуру, тесно связана с нейроанатомией, нейробиологией, нейропсихологией, электрофизиологией и другими науками, которые занимаются изучением мозга. Задача нейронауки состоит в том, чтобы объяснить поведение человека, понять как мозг управляет миллионами нервных клеток, чтобы сформировать поведение и как на эти клетки влияет внешняя среда.
Целью нейрофизиологии является формирование представления о функциональной организации нервной системы, нейронных механизмах организации рефлекторного поведения и принципах системной организации функций мозга.
Хирургическая нейрофизиология — это прикладная нейрофизиология. Хирург-нейрофизиолог во время операции занимается наблюдением за функционированием нервной системы пациента, для чего иногда необходимо электрофизиологическое исследование участков нервной системы пациента. Такое наблюдение входит в состав обширной клинической дисциплины, называемой нейромониторингом.

## Нейрофизиологическое обследование
Предназначено для выявления степени поражения центральной нервной системы. В обследование входят:
- Проверка координации движений
- Проверка слуха
- Проверка полей зрения
- Проверка обоняния
- Проверка осязания
- Проверка вкуса

## Задачи нейрофизиологии
• дать понятие основным нервным процессам и взаимодействию отделов нервной системы друг с другом;
• дать представление об основах физиологии нервной ткани и центральной нервной системы человека;
• дать представление о принципах системной организации функций мозга;

## Методы
- Электроэнцефалография (ЭЭГ) — метод записи колебаний электрических потенциалов головного мозга у взрослых и детей, регистрируемых с помощью специальных приборов — электроэнцефалографов.
- Электронейрография (ЭНГ)
- Функциональная МРТ (фМРТ)
- Позитронно-эмиссионная томография (ПЭТ)
- Эхоэнцефалография (ЭхоЭГ) — метод инструментальной диагностики, основанный на отражении ультразвука от границы внутричерепных образований и сред с различной акустической плотностью (мягкие покровы головы, кости черепа, мозговые оболочки, мозговое вещество, ликвор, кровь).